# Aristide Barilli
Aristide Barilli (Parma, 5 marzo 1913 – Parma, 12 ottobre 2009) è stato un pittore e giornalista italiano.

## Biografia
Esponente di una nota famiglia d'artisti e, in particolare, figlio del pittore Latino, dal 1927 al 1930 frequentò l'Istituto d'Arte Paolo Toschi. Fra i suoi compagni di studi vi furono Goliardo Padova e Carlo Mattioli.
Conclusi gli studi si diede alla pittura, abbracciando il movimento del secondo futurismo.
Nel 1935 iniziò una carriera di giornalista, che lo condusse fino alla pensione. Dal 1935 al 1945 lavorò alla Gazzetta di Parma e per qualche tempo al  Corriere Emiliano.
Dopo la guerra, nel 1947 passò al Resto del Carlino, lavorando prima alla redazione di Parma (è rimasta famosa la sua rubrica "Bornisi", che interpretava con fine arguzia i cambiamenti della città), poi a quella bolognese, dove concluse la sua carriera nel 1969, anno in cui andò in pensione. Nel secondo dopoguerra ritornò all'attività pittorica e nel 1967 vinse un premio di pittura con la sua tela "Villa Sant'Agata".
Un’altra passione di Aristide Barilli era la musica lirica: a lui si deve l'ideazione del Concorso internazionale per giovani cantanti lirici, organizzato dalla Corale Verdi a partire dal 1958, che vide il successo di Mirella Freni, José Carreras, Katia Ricciarelli e Michele Pertusi. Ciò gli meritò il conferimento della qualifica di "socio benemerito" della Corale Verdi, di cui fu anche vicepresidente.
Ebbe tre figlie: Mariola, Maddalena e Giannina.
Dal 16 al 28 aprile 2016 la Galleria Sant'Andrea di Parma organizzò una  mostra antologica con sue opere degli anni 1932–2004; in quell'occasione il critico d'arte Pier Paolo Mendogni definì così le sue opere: «Sono sinfonie cariche di una vivacità che trascende il puro dato fenomenico per tradursi in un messaggio di ottimismo che Aristide lancia, sottolineando l'inesauribile capacità della natura di rinnovarsi e di riproporsi in tutta la sua festosa, rigogliosa, straordinaria fantasia».
Morì all'età di 96 anni il 12 ottobre 2009 nella sua casa di via delle Fonderie.

## Galleria d'immagini

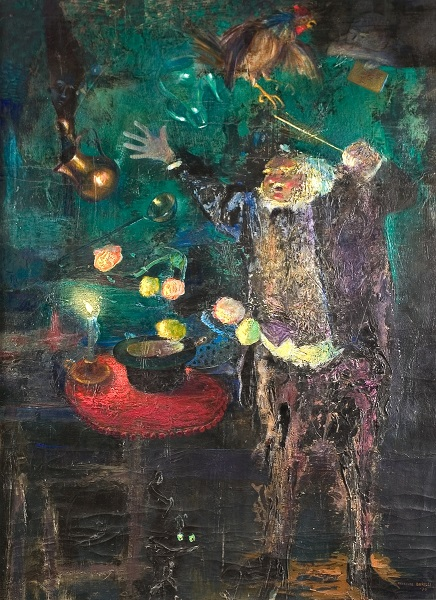
La fantasia
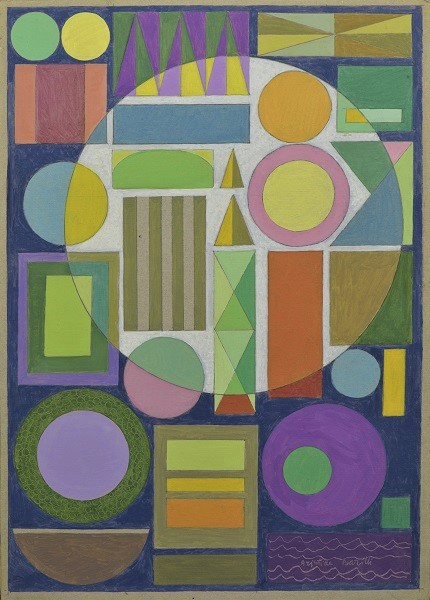
Piscina
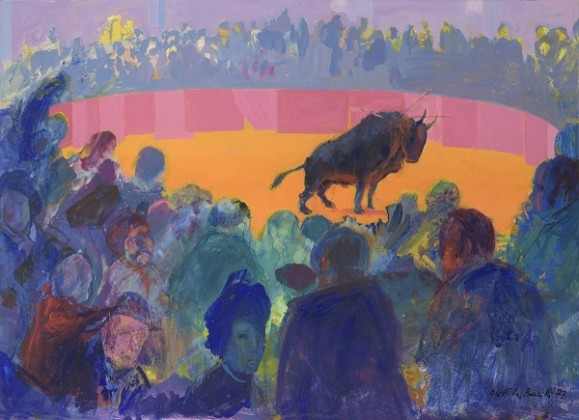
Toro
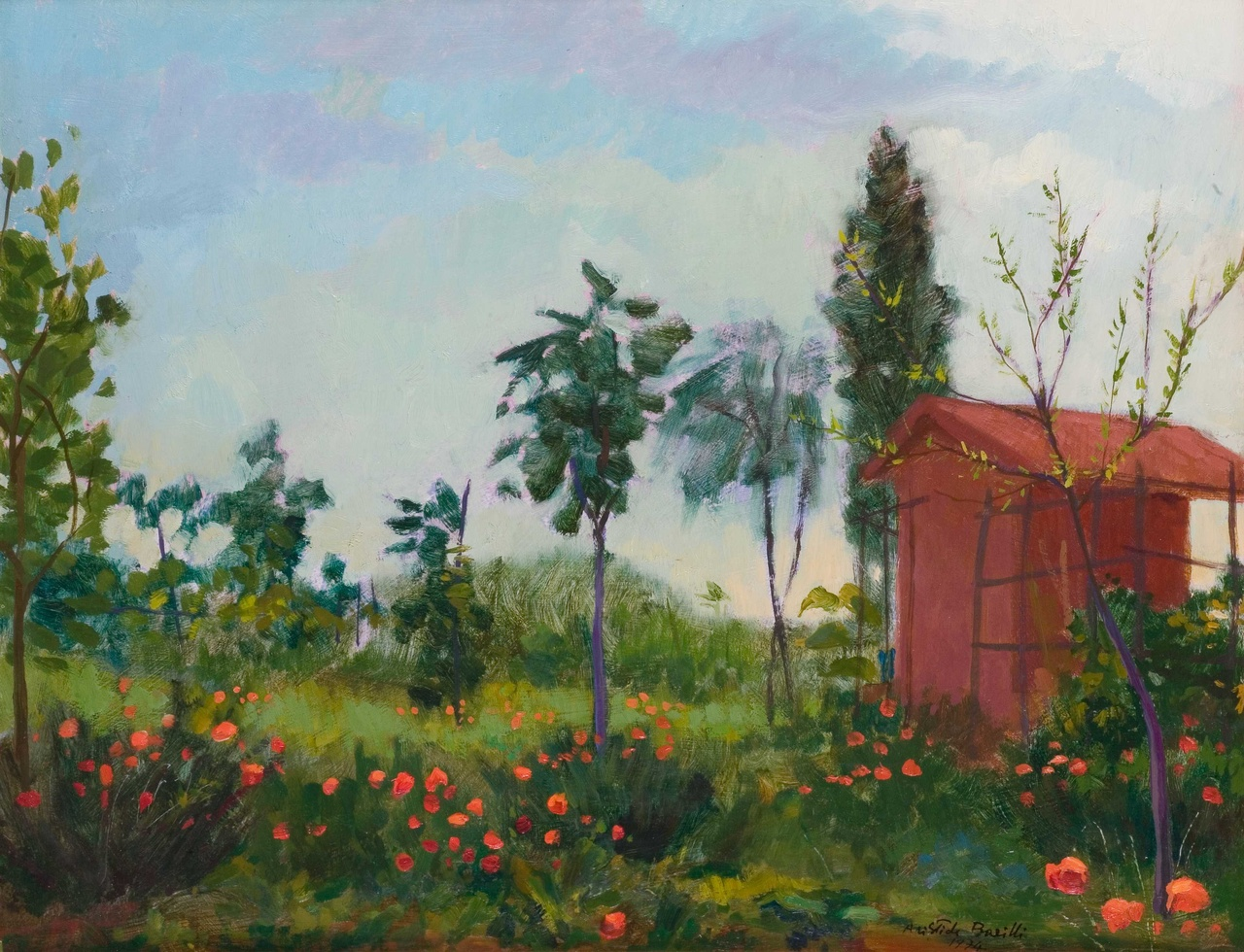
L'orto